# Весна (фильм, 2015)
Весна́ (англ. Spring) — американский фильм ужасов режиссёров Джастина Бенсона и Аарона Мурхеда. Первый закрытый спецпоказ фильма состоялся на Кинофестивале в Торонто 5 сентября 2014 года. После ряда спецпоказов на различных кинофестивалях фильм поступил в прокат, начавшийся в марте 2015 года на онлайн-платформах.

## Сюжет
Молодой парень Эван из США после смерти матери и проблем на работе отправляется в Италию. Там он находит временную работу у местного фермера и знакомится с девушкой, ведущей тайную жизнь и обладающей древними секретами.

## В ролях
- Лу Тейлор Пуччи — Эван Рассел
- Надиа Хилкер — Луиза
- Ванесса Беднар — Гэйл
- Шэйн Брэйди — Брэд
- Франческо Карнелутти — Анджело
- Холли Хоукинс
- Ник Неверн — Томас

## Восприятие
Фильм получил преимущественно положительные отзывы критиков. На сайте Rotten Tomatoes фильм имеет рейтинг 89 % на основе 29 рецензий со средним баллом 7,6 из 10. На сайте Metacritic фильм получил оценку 68 из 100 на основе 11 рецензий, что соответствует статусу «в основном положительные рецензии».